# 라리베르타드주 (엘살바도르)

라리베르타드 주의 위치

라리베르타드주(스페인어: La Libertad)는 엘살바도르 남서부에 위치한 주로 주도는 산타테클라이며 면적은 1,653km2, 인구는 747,662명(2013년 기준)이다. 22개 지방 자치체를 관할한다.